# لاري برادفورد
لاري برادفورد (بالإنجليزية: Larry Bradford)‏ هو لاعب كرة قاعدة أمريكي، ولد في 21 ديسمبر 1949 في شيكاغو في الولايات المتحدة، وتوفي في 11 سبتمبر 1998 في أتلانتا في الولايات المتحدة.

## وصلات خارجية
- لاري برادفورد على موقع دوري كرة القاعدة الرئيسي (الإنجليزية)
- لاري برادفورد على موقعبيزبول رفرنس.كوم (الدوري الرئيسي) (الإنجليزية)
- لاري برادفورد على موقعبيزبول رفرنس.كوم (الدوري الثانوي) (الإنجليزية)
- لاري برادفورد على موقع إي إس بي إن.كوم (أم.أل.بي) (الإنجليزية)